# 白題
白題（はくだい、バイティー）とは、古代匈奴の部族の1つで、その名称は額に白い色を塗る風習に由来した。

## 概要
一説には、匈奴系の胡人が使用していた氈笠（フェルト製の帽子）に由来するともいわれている。
中国の古代文献に拠れば、
- 『史記』樊酈滕灌列伝には、「再び韓王信の胡騎を晋陽の麓で討伐し、その軍が胡人の白題国の武将を討ち取った。」[2]
- 裴駰の『史記集解』には、服虔の注釈を引用し「白題は胡人の一部族の名称である。」[3]
- 『南史』裴松之伝には、「当時、西北の遠隔地にある白題と滑国が岷山道を経由して使者を派遣して朝貢をした。この二国は歴代の王朝に服属したことがなく、その起源も明らかでは無い。」[4]
- 宋代劉肅の『片玉集』の序文には、「白題国や八滑国について既に詳細に述べられたことで、当時の疑問は解消された。」[5]

と記載されている。